# Estación de Stratford
Stratford es una importante estación de intercambio de varios niveles que sirve al distrito de Straford y al desarrollo de uso mixto conocido como Stratford City, en el distrito londinense de Newham, al este de Londres. Ofrece conexiones del Metro de Londres, London Overground, Docklands Light Railway (DLR) y también es una estación de National Rail en la Great Eastern Main Line, a 6,5 km de la estación de Liverpool Street. Es la estación más concurrida de la red de metro que no se encuentra en la Zona 1 de Travelcard. Está ubicada en las zonas 2/3.
En la red de metro es una estación de paso en la Central Line entre Mile End y Leyton y es la estación terminal oriental de la Jubilee Line. En el DLR es  terminal para algunos trenes y para otros es una estación de paso entre Stratford High Street y Stratford International. En el Overground es la terminal de la North London Line; en la línea principal se sirve de los servicios de TfL Rail entre Liverpool Street y Shenfield y de los servicios de media y larga distancia operados por Greater Anglia hacia y desde numerosos destinos en el este de Inglaterra. También hay servicios limitados fuera de las horas punta operados por c2c que conectan con la línea de ferrocarril de Londres, Tilbury y Southend a Shoeburyness. En el futuro, el servicio de TfL Rail se rebautizará como la Elizabeth  Line como parte del proyecto Crossrail, y esos servicios se extenderán más allá de Liverpool Street hasta el aeropuerto de Heathrow y Reading.
La estación fue inaugurada en 1839 por el Eastern Counties Railway. Hoy en día es propiedad de Network Rail y está en la zona Travelcard 2/3. Para distinguirla de Stratford-upon-Avon en Warwickshire se la denomina a veces Stratford (Londres), o Stratford Regional para diferenciarla de Stratford International, que está a unos 370 m al norte. Stratford sirvió como un centro de viajes clave para los Juegos Olímpicos de Londres 2012. Según las cifras de National Rail, es la sexta estación más concurrida del Reino Unido y la estación más concurrida de Londres que no es un terminal del centro de Londres.